# Chiropterotriton
Chiropterotriton là một chi động vật lưỡng cư trong họ Plethodontidae, thuộc bộ Caudata. Chi này có 12 loài và 83% bị đe dọa hoặc tuyệt chủng.